# Супаул (округ)
Супаул (хинди सुपौल जिला; англ. Supaul) — округ на севере индийского штата Бихар. Образован 14 марта 1991 года из части территории округа Сахарса. Административный центр — город Супаул. Площадь округа — 2410 км². По данным всеиндийской переписи 2001 года население округа составляло 1 732 578 человек. Уровень грамотности взрослого населения составлял 37,28 %, что значительно ниже среднеиндийского уровня (59,5 %).